# Peia
Peia är en ort och kommun i provinsen Bergamo i regionen Lombardiet i Italien. Kommunen hade 1 792 invånare (2018).